# Reinhard Münchenhagen

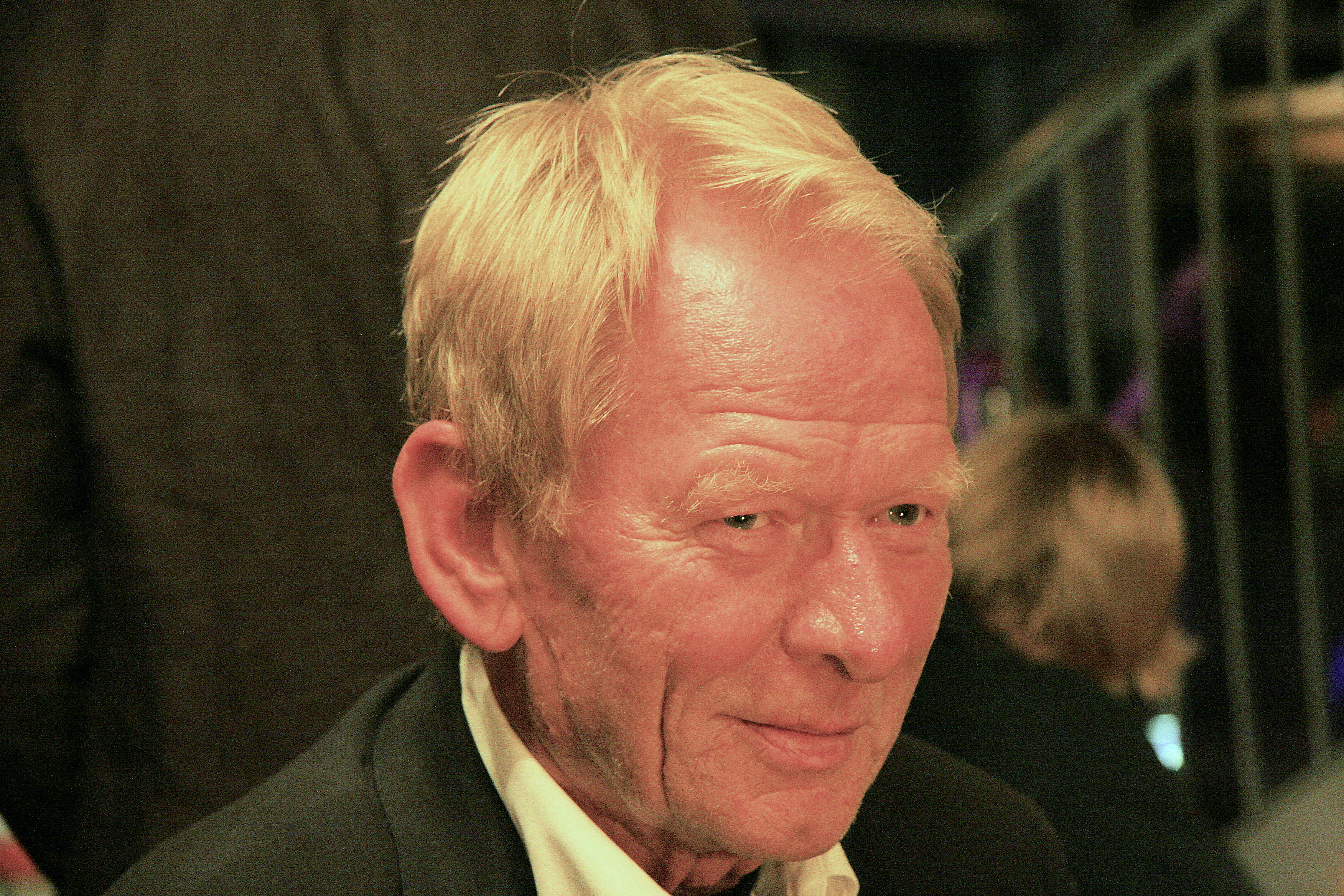
Münchenhagen im September 2009

Reinhard Rolf Rudolf Christoph Münchenhagen (* 24. November 1940 in Rostock) ist ein deutscher Radio- und Fernsehmoderator.

## Leben
Nach dem Schulbesuch der Grundschule und des Gymnasiums in Detmold machte er 1960 das Abitur am Wilhelm-Hittorf-Gymnasium in Münster. Nach einem Praktikum bei einer Exportfirma studierte er ab 1961 in Münster Betriebswirtschaftslehre und Publizistikwissenschaft, beendete das Studium aber bereits nach zwei Semestern wieder.
Seine berufliche Karriere als Journalist begann 1962 mit einem Volontariat bei der Münsterschen Zeitung. Zwischen 1966 und 1975 arbeitete er als freiberuflicher Journalist für den WDR in Köln als Moderator, hier beispielsweise das WDR 2 Morgenmagazin, gemeinsam mit Gisela Marx, Redakteur und Reporter im Hörfunk und im Fernsehen.
Im deutschsprachigen Raum wurde er in den 1970er Jahren durch das Format Spätere Heirat nicht ausgeschlossen und als Gastgeber der Talkshow Je später der Abend in der ARD bekannt, die er von 1976 bis Juli 1978 im Wechsel mit Hans-Jürgen Rosenbauer moderierte. 1973 leitete Münchenhagen im WDR-Fernsehen eine kontroverse TV-Publikumsdiskussion über den damals vieldiskutierten Dokumentarfilm Nicht der Homosexuelle ist pervers, sondern die Situation, in der er lebt von Filmemacher Rosa von Praunheim. Darüber hinaus führte er das erste Interview mit der gerade aus der DDR übergesiedelten und im Westen damals noch unbekannten Nina Hagen und am 2. Juli 1977 durch eine Sendung mit Klaus Kinski, die ein großes Medienecho auslöste. Beide in zeitlicher Nähe erfolgten Übertragungen endeten jeweils in einem Eklat und hatten zur Folge, dass die Talkshow eingestellt wurde.
Von 1978 bis 1981 war Münchenhagen Chefredakteur Hörfunk bei Radio Luxemburg und moderierte später die Top Show beim damals noch jungen Privatsender Sat.1. Ab 1987 war er wieder regelmäßig für den WDR tätig, zuletzt als Moderator der Sendung WDR Aktuell.
Von 1991 bis 2003 führte er durch die Fernsehsendung DAS! beim NDR. Ab April 2007 moderierte er das Format DGF Praxis auf dem inzwischen insolventen Sparten-Fernsehsender Deutsches Gesundheitsfernsehen.
Neben seiner Arbeit für Hörfunk und Fernsehen war Münchenhagen als Moderator von Kongressen tätig und arbeitete als Coach.